# Park Jin-sub
Park Jin-sub (11 de março de 1977) é um ex-futebolista profissional sul-coreano que atuava como defensora.

## Carreira
Park Jin-sub representou a Seleção Sul-Coreana de Futebol nas Olimpíadas de 2000.